# Ước tính chi phí
Ước tính chi phí là xấp xỉ chi phí của một chương trình, dự án hoặc hoạt động. Dự toán chi phí là sản phẩm của quá trình ước tính chi phí. Ước tính chi phí có tổng giá trị duy nhất và có thể có các giá trị thành phần có thể xác định được. Một vấn đề với vượt chi phí có thể tránh được với một ước tính chi phí đáng tin cậy, đáng tin cậy và chính xác. Một người ước tính chi phí là người chuyên nghiệp chuẩn bị dự toán. Có nhiều loại công cụ ước tính chi phí khác nhau, có tiêu đề có thể được đặt trước bởi công cụ sửa đổi, chẳng hạn như công cụ ước tính tòa nhà, hoặc công cụ ước tính điện hoặc công cụ ước tính chính. Các chuyên gia khác như điều tra viên số lượng và kỹ sư chi phí cũng có thể chuẩn bị dự toán chi phí hoặc đóng góp cho dự toán chi phí. Tại Hoa Kỳ, theo Cục Thống kê Lao động, đã có 185.400 người ước tính chi phí trong năm 2010  Có khoảng 75.000 nhà khảo sát số lượng chuyên nghiệp làm việc tại Vương quốc Anh.

## Tổng quan
Văn phòng Trách nhiệm Chính phủ Hoa Kỳ (GAO) định nghĩa một ước tính chi phí là "tổng các yếu tố chi phí riêng lẻ, sử dụng các phương pháp đã được thiết lập và dữ liệu hợp lệ, để ước tính chi phí trong tương lai của chương trình, dựa trên những gì được biết ngày hôm nay". GAO báo cáo rằng "ước tính chi phí thực tế là bắt buộc khi đưa ra quyết định sáng suốt trong việc mua lại các hệ thống mới."  Một dự toán chi phí thường là cần thiết để hỗ trợ đánh giá tính khả thi của dự án hoặc yêu cầu tài trợ để hỗ trợ lập kế hoạch. Dự toán chi phí thường được sử dụng để thiết lập ngân sách dưới dạng ràng buộc chi phí cho dự án hoặc hoạt động.
Trong quản lý dự án, quản lý chi phí dự án là một bộ phận chức năng chính. Dự toán chi phí là một trong ba hoạt động được thực hiện trong quản lý chi phí dự án.
Trong kỹ thuật chi phí, dự toán chi phí là một hoạt động cơ bản. Một cuốn sách tham khảo kỹ thuật chi phí có các chương về dự toán chi phí đầu tư vốn và dự toán chi phí hoạt động. Đầu tư vốn cố định cung cấp các cơ sở vật chất. Đầu tư vốn lưu động là một quỹ quay vòng để giữ cho các cơ sở hoạt động.
Trong kế hoạch mua lại hệ thống, sản phẩm hoặc cơ sở, ước tính chi phí được sử dụng để đánh giá kinh phí cần thiết và để so sánh với giá thầu hoặc đấu thầu.
Trong hợp đồng xây dựng, dự toán thường là chuẩn bị bỏ thầu hoặc đấu thầu để cạnh tranh cho một giải thưởng hợp đồng.
Trong bảo trì và vận hành cơ sở, dự toán chi phí được sử dụng để thiết lập kinh phí hoặc ngân sách.
Trong nỗ lực quản lý rủi ro trách nhiệm pháp lý, một số công ty tránh sử dụng ước tính từ và thay vào đó gọi dự toán là "Ý kiến về chi phí có thể xảy ra".

## Các loại ước tính chi phí
Các dự án và hoạt động khác nhau có các loại dự toán chi phí khác nhau, khác nhau về thành phần và phương pháp chuẩn bị. Một số lĩnh vực chính bao gồm:
- Chi phí xây dựng (i) dự toán xây dựng chi tiết (ii) dự toán xây dựng trừu tượng
- Chi phí sản xuất
- Chi phí phát triển phần mềm
- Chi phí nhiệm vụ hàng không vũ trụ
- Chi phí thăm dò tài nguyên
- Chi phí vận hành cơ sở
- Chi phí bảo trì và sửa chữa cơ sở
- Chi phí cải tạo và cải tạo cơ sở
- Chi phí hưu trí cơ sở

## Phân loại ước tính chi phí
Phân loại ước tính chi phí chung được sử dụng trong lịch sử là
- Theo độ
- Sơ bộ
- Dứt khoát
- Tài chính

Chúng tương ứng với các lớp được xuất bản hiện đại 5, 3 và 1, tương ứng. Bộ Năng lượng Hoa Kỳ và nhiều người khác sử dụng một hệ thống gồm năm loại ước tính: 
| Lớp ước tính | Tên        | Mục đích                                  | Mức độ định nghĩa dự án |
| ------------ | ---------- | ----------------------------------------- | ----------------------- |
| Lớp 5        | Theo độ    | Sàng lọc hoặc khả thi                     | 0% đến 2%               |
| Lớp 4        | Trung gian | Nghiên cứu khái niệm hoặc tính khả thi    | 1% đến 15%              |
| Lớp 3        | Sơ bộ      | Ngân sách, ủy quyền hoặc kiểm soát        | 10% đến 40%             |
| Lớp 2        | Thực chất  | Kiểm soát hoặc bỏ thầu / đấu thầu         | 30% đến 70%             |
| Lớp 1        | Dứt khoát  | Kiểm tra ước tính hoặc bỏ thầu / đấu thầu | 50% đến 100%            |

Các phương pháp được sử dụng để chuẩn bị phạm vi ước tính từ ngẫu nhiên hoặc phán đoán ở định nghĩa sớm đến xác định ở định nghĩa sau. Một số ước tính sử dụng các phương pháp hỗn hợp.
Phân loại ước tính chi phí đã được công bố bởi ASTM  và AACE International. Hiệp hội Ước tính Chuyên nghiệp Hoa Kỳ (ASPE) định nghĩa các mức ước tính theo thứ tự ngược lại là Cấp 1 - Thứ tự (Phạm vi) Độ lớn, Cấp 2 - Thiết kế Sơ đồ / Khái niệm, Cấp 3 Phát triển Thiết kế, Cấp 4 - Tài liệu Xây dựng và Cấp 5 - BID. >.Và  ACostE định nghĩa Ước tính loại I là dứt khoát, Ước tính loại II là bán chi tiết và Ước tính loại III là tiền ngân sách.
Các tên khác cho ước tính của các lớp khác nhau bao gồm: 
| Lớp 1              | Lớp 3                | Lớp 5                                     |
| ------------------ | -------------------- | ----------------------------------------- |
| Dự toán chi tiết   | Dự toán bán chi tiết | Ước tính khái niệm                        |
| Ước tính cuối cùng | Ước tính phạm vi     | Dự toán tiền thiết kế                     |
| Dự toán kiểm soát  | Dự toán xử phạt      | Ước tính sơ bộ                            |
| Ước tính giá thầu  |                      | Dự toán trước ngân sách                   |
| Ước tính khi bán   |                      | Dự toán đánh giá                          |
| Ước tính CD        | Ước tính DD          | Ước tính SD                               |
|                    |                      | Ước tính tham số                          |
|                    |                      | Ước tính thứ tự độ lớn (ROM)              |
|                    |                      | Ước tính thứ tự độ lớn (VROM) rất thô     |
|                    |                      | Ước tính SWAG (khoa học, đoán hoang dã)   |
|                    |                      | Ước tính của PIDOOMA (kéo nó ra trực tiếp |

## Chất lượng ước tính
Chất lượng ước tính đề cập đến việc phân định các yêu cầu chất lượng cho ước tính. Những yêu cầu này được đặt ra theo tiêu chuẩn đảm bảo chất lượng chính thức. Cũng có thể có những kỳ vọng khác đối với ước tính không phải là yêu cầu cụ thể, nhưng có thể ảnh hưởng đến chất lượng cảm nhận của ước tính. Các yêu cầu chất lượng được công bố thường phải liên quan đến độ tin cậy, độ chính xác, mức độ tin cậy, độ chính xác, rủi ro, độ tin cậy và tính hợp lệ của ước tính, cũng như tính kỹ lưỡng, thống nhất, nhất quán, xác minh và tài liệu.
Kết quả của đấu thầu mà không có ước tính tốt là chắc chắn: các công việc kết thúc với ít lợi nhuận, không có lợi nhuận hoặc thua lỗ. Nhà thầu cuối cùng sẽ ra khỏi kinh doanh; Câu hỏi duy nhất là nó sẽ mất bao lâu.

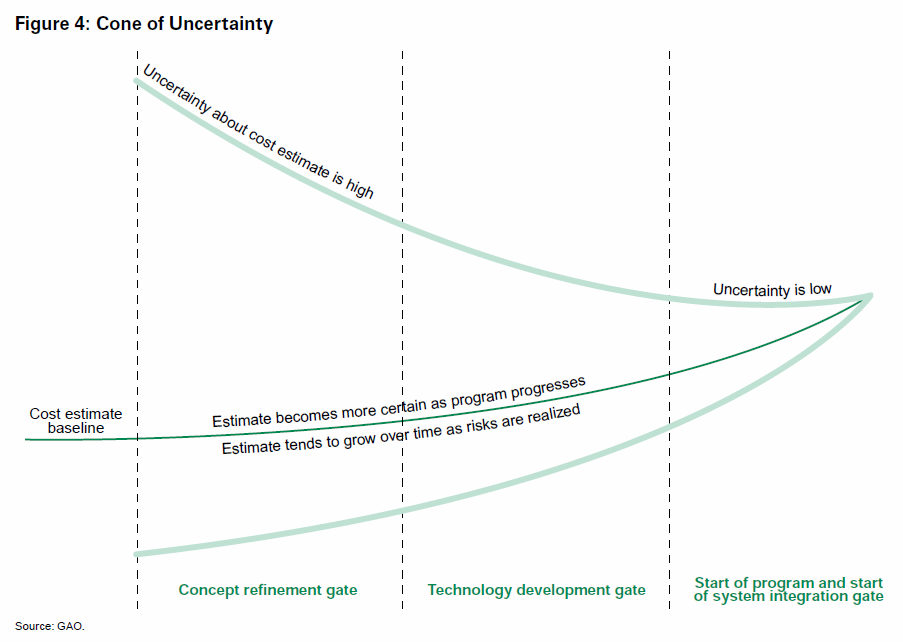

Vì ước tính chi phí là xấp xỉ chi phí của dự án hoặc hoạt động, nên ước tính độ chính xác là thước đo mức độ chặt chẽ của ước tính có thể dự đoán chi tiêu thực tế cho dự án hoặc hoạt động. Điều này chỉ có thể được biết sau khi dự án hoàn thành. Ví dụ, nếu ước tính dự án là 1.252.000 đô la cho một phạm vi và điều kiện cụ thể và khi hoàn thành các hồ sơ cho thấy rằng 1.172.451,26 đô la đã được sử dụng, ước tính là quá cao 6,8%. Nếu dự án kết thúc có một phạm vi hoặc điều kiện khác nhau, một tính toán chưa được điều chỉnh sẽ không đánh giá chính xác độ chính xác của ước tính. Dự đoán độ chính xác của ước tính có thể đi kèm với ước tính. Thông thường, giá trị này được biểu thị bằng một phạm vi cao hơn hoặc thấp hơn so với ước tính điểm với xác suất dự kiến rằng chi phí thực tế sẽ nằm trong phạm vi. Một ví dụ cho ước tính dứt khoát có thể là ước tính có phạm vi chính xác -5 / + 10% với độ tin cậy 90% rằng giá trị cuối cùng sẽ nằm trong phạm vi đó. Độ chính xác của ước tính sớm liên quan đến chất lượng ước tính. Các yếu tố ảnh hưởng đến chất lượng của dự toán bao gồm những người đã lập dự toán, cách ước tính đã được chuẩn bị và những gì đã biết về dự án. Đối với cùng một dự án, phạm vi của độ không đảm bảo về tổng ước tính giảm theo thời gian, như được minh họa trong hình nón của sơ đồ độ không đảm bảo.
Ước tính chi phí chất lượng cao có thể được tạo ra bằng cách tuân thủ nghiêm ngặt 12 bước  nêu ra bởi GAO Hoa Kỳ. Tài liệu chi tiết được khuyến nghị để đi kèm với ước tính. Tài liệu hướng dẫn mục đích của ước tính, nền tảng chương trình và mô tả hệ thống, lịch trình của nó, phạm vi của ước tính (về thời gian và không bao gồm), các quy tắc cơ bản và giả định, tất cả các nguồn dữ liệu, ước tính phương pháp luận và lý do, kết quả phân tích rủi ro và kết luận về việc ước tính chi phí có hợp lý hay không. Do đó, với chi phí ước tính tốt-trong khi chụp các hình thức của một đơn số-được hỗ trợ bởi tài liệu chi tiết mô tả làm thế nào nó được bắt nguồn và làm thế nào kinh phí dự kiến sẽ được chi tiêu để đạt được một mục tiêu nhất định.”   Tài liệu này thường có tiêu đề Cơ sở Ước tính (hoặc BOE).  Tài liệu bổ sung có thể đi kèm với ước tính, bao gồm tài liệu cất cánh số lượng và tính toán hỗ trợ, báo giá, v.v.
Mặc dù việc theo đuổi độ chính xác của ước tính chi phí phải luôn được khuyến khích, một nghiên cứu năm 2002 cho thấy các ước tính được sử dụng để xác định liệu cơ sở hạ tầng quan trọng có nên được xây dựng là "sai lệch cao và có hệ thống".

## Dự phòng
Một dự phòng có thể được bao gồm trong một ước tính để cung cấp cho các chi phí không xác định được chỉ ra là có khả năng xảy ra bởi kinh nghiệm, nhưng không thể xác định được. Khi sử dụng một ước tính không có dự phòng để đặt ngân sách hoặc để dành tài trợ, một dự phòng thường được thêm vào để cải thiện khả năng ngân sách hoặc tài trợ sẽ đủ để hoàn thành dự án. Xem dự phòng chi phí để biết thêm thông tin. Dự toán hoặc dự phòng ngân sách không nhằm bù đắp cho chất lượng dự toán kém và không nhằm mục đích tài trợ cho tăng trưởng thiết kế, thay đổi chủ sở hữu hoặc bất kỳ điều gì khác không liên quan đến việc cung cấp phạm vi như được xác định trong tài liệu ước tính. Nhìn chung, cần có thêm dự phòng cho các ước tính sớm hơn do độ không chính xác của ước tính cao hơn.

## Phương pháp ước tính chi phí và thực hành tốt nhất
Phương pháp ước tính có thể thay đổi theo loại và lớp ước tính. Phương pháp được sử dụng cho hầu hết các ước tính dứt khoát là xác định và hiểu đầy đủ phạm vi, cất cánh hoặc định lượng phạm vi và áp dụng chi phí cho phạm vi, sau đó có thể được tính tổng vào tổng chi phí. Tài liệu và đánh giá thích hợp cũng rất quan trọng. Giá cả biến đổi ước tính chi phí thành những gì công ty muốn tính phí cho phạm vi. Ước tính sớm có thể sử dụng các phương tiện khác nhau của mô hình chi phí. Các đặc điểm cơ bản của ước tính hiệu quả bao gồm: xác định rõ nhiệm vụ, tham gia rộng rãi vào việc lập dự toán, sẵn có dữ liệu hợp lệ, cấu trúc chuẩn hóa cho dự toán, cung cấp cho sự không chắc chắn của chương trình, công nhận lạm phát, công nhận chi phí loại trừ, đánh giá độc lập các ước tính và sửa đổi các ước tính cho những thay đổi chương trình quan trọng. Áp dụng các thực hành tốt nhất giúp đảm bảo ước tính chất lượng cao. Một số thực hành tốt nhất nên được tuân theo nếu dự toán chi phí chính xác và đáng tin cậy được phát triển. Những thực hành tốt nhất đại diện cho một quá trình tổng thể của thiết lập, phương pháp lặp lại mà kết quả trong dự toán chất lượng cao mà rất đầy đủ và chính xác và có thể được dễ dàng và rõ ràng bắt nguồn từ, sao chép, và cập nhật.” 
Các công cụ có thể là một phần của ước tính chi phí là các chỉ số chi phí.  Những yếu tố này thúc đẩy điều chỉnh thời gian của chi phí vốn, sau những thay đổi về công nghệ, sự sẵn có của vật liệu và lao động, và lạm phát.  Do sự không có sẵn của tài liệu chi phí cập nhật, một số chỉ số lạm phát hoặc chi phí có sẵn.

### Dự toán chi phí xây dựng
Ước tính chi phí xây dựng cơ sở là một phần chính của miền ước tính chi phí.  Một tổng thầu xây dựng hoặc nhà thầu phụ thường phải chuẩn bị dự toán chi phí dứt khoát để chuẩn bị hồ sơ dự thầu trong quá trình đấu thầu xây dựng để cạnh tranh giải thưởng của hợp đồng.  Mặc dù nhiều người ước tính tham gia vào quá trình đấu thầu và mua sắm, nhưng đó không phải là một chức năng cần thiết của việc chuẩn bị dự toán chi phí.  Các ước tính trước đó được chuẩn bị bằng các phương pháp khác nhau của các nhà ước tính và các phương pháp khác để hỗ trợ quá trình lập kế hoạch và so sánh với các hồ sơ dự thầu.  Một cách để thực hiện các ước tính đó là bằng cách xác định các nguồn lực cần thiết (ví dụ: số lượng vật liệu xây dựng được yêu cầu) và sau đó nhân số lượng vật liệu xây dựng ước tính với chi phí đơn vị tương ứng.  Một lợi thế của việc ước tính theo cách này là nó cho phép phân biệt số lượng và chi phí.  Bằng cách này, chúng có thể được cập nhật riêng khi có thông tin mới.  Họ cũng có thể được theo dõi riêng cho phép những người ra quyết định đưa ra quyết định tốt hơn về dự án trong giai đoạn khái niệm của nó.

#### Ước tính dứt khoát (Lớp 1)

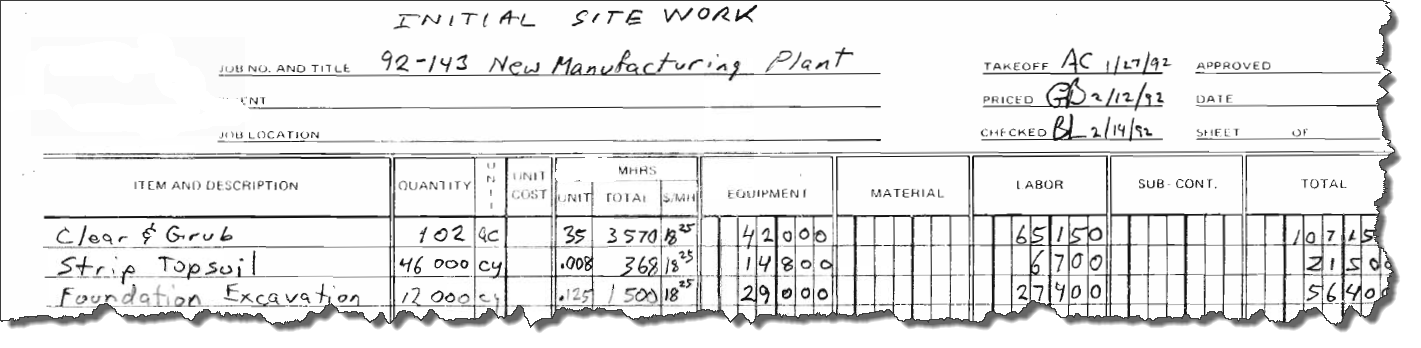
Một bảng tính viết tay.

Một ước tính dứt khoát được chuẩn bị từ các kế hoạch và thông số kỹ thuật được thiết kế đầy đủ (hoặc gần như vậy), tốt nhất là những gì được gọi là tài liệu hợp đồng (CD).  Các tài liệu hợp đồng cũng thiết lập Phạm vi công việc (SOW).  Phương pháp tiêu chuẩn là xem xét và hiểu gói thiết kế và cất cánh (hoặc thực hiện khảo sát số lượng) phạm vi dự án bằng cách chia thành từng mục hàng với số lượng được đo.  RSMeans đề cập đến điều này như là "Phạm vi dự án" và "Định lượng". Một số khu vực pháp lý hoặc lĩnh vực thực hành xác định phân loại và đo lường theo các điều khoản nhất định, chẳng hạn như RICS và có thể có các quy tắc cụ thể để phát triển một hóa đơn số lượng. ASPE đề xuất một phương pháp tiêu chuẩn thực hành tốt nhất cho khảo sát số lượng. Điều này bao gồm sử dụng Hệ thống đánh số thống nhất của Viện thông số kỹ thuật xây dựng (MasterFormat) để đảm bảo rằng tất cả các công việc đều được tính toán.
Sau đó, chi phí được áp dụng cho các chi tiết đơn hàng được định lượng. Điều này có thể được gọi là chi phí hoặc giá cả. Khi ước tính hợp đồng, chi phí là thứ gì đó khiến bạn phải trả giá và giá là thứ bạn tính cho một bên khác để xây dựng nó. RSMeans đề cập đến điều này như là "Giá cả số lượng."  ASPE khuyến nghị "định dạng số lượng vật liệu và chi phí nhân công"  cho việc tổng hợp dự toán. Định dạng này được minh họa trong mẫu bảng tính viết tay. Đối với lao động, người ước tính nên "Xác định tỷ lệ sản xuất cơ bản và nhân chúng với các đơn vị công việc để xác định tổng số giờ cho công việc."  và sau đó nhân số giờ với chi phí lao động trung bình mỗi giờ. Gánh nặng lao động, chi phí vật liệu, chi phí thiết bị xây dựng và, nếu có thể, chi phí của nhà thầu phụ cũng được gia hạn trên mẫu chi tiết dự toán. Các chi phí và giá cả khác được thêm vào, chẳng hạn như chi phí, lợi nhuận, thuế bán hàng hoặc sử dụng, trái phiếu thanh toán và hiệu suất, leo thang và dự phòng.
Các chi phí được áp dụng cho số lượng chi tiết đơn hàng có thể đến từ một sổ chi phí (nội bộ hoặc bên ngoài) hoặc cơ sở dữ liệu chi phí. Đối với các nhà thầu xây dựng hoặc quản lý xây dựng, điều quan trọng là phải theo dõi và tổng hợp dữ liệu quá khứ của các xu hướng, dự án đã hoàn thành, các yếu tố sản xuất, thay đổi thiết bị và thị trường lao động khác nhau.

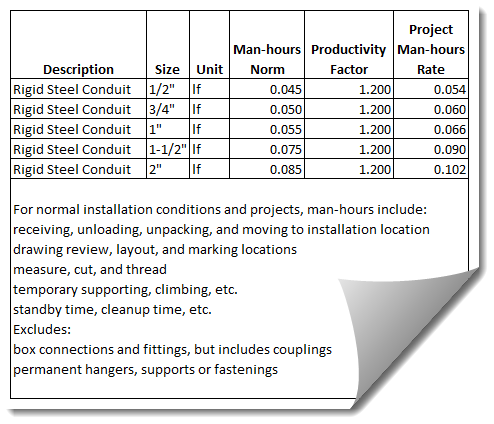
Định mức lao động mẫu

Các yêu cầu lao động thường là thay đổi nhất và là một trọng tâm chính của dự toán chi phí xây dựng. Số giờ lao động cần thiết để xây dựng từng hạng mục lắp đặt được tính bằng cách sử dụng tốc độ nhân công nhân với số lượng cất cánh (một phương pháp tương tự là chia số lượng cất cánh cho tỷ lệ sản xuất). Nhiều người ước tính sử dụng tham chiếu định mức theo giờ cho giờ làm việc tiêu chuẩn và áp dụng hệ số điều chỉnh cho các điều kiện của dự án hoặc nhiệm vụ, vị trí, phương pháp, thiết bị, kỹ năng lao động, v.v.
Chi phí trực tiếp được chia thành từng khoản cho tất cả các phần cần thiết của dự án. Chi phí trực tiếp là tất cả các chi phí có thể được quy trực tiếp cho dự án. Chi phí trực tiếp bao gồm chi phí cho các yêu cầu chung (Phân khu 1 của MasterFormat), bao gồm các mục như quản lý và điều phối dự án, kiểm soát chất lượng, cơ sở và kiểm soát tạm thời, làm sạch và quản lý chất thải. Chi phí trực tiếp cũng có thể bao gồm các chi phí lập kế hoạch, điều tra, nghiên cứu và thiết kế dự án; đất hoặc quyền mua lại, và các chi phí phi xây dựng khác. Thông thường, tổng phụ của tổng chi phí trực tiếp được cung cấp trong dự toán.
Quy định được thực hiện cho các chi phí gián tiếp ngoài các chi phí trực tiếp. Chi phí gián tiếp bao gồm chi phí chung, lợi nhuận, thuế bán hàng hoặc sử dụng, trái phiếu thanh toán và hiệu suất, leo thang và dự phòng. Lợi nhuận là chi phí cho người mua, nhưng không phải là chi phí cho nhà cung cấp, mà là dự báo thu nhập dự kiến.
Một ước tính chi phí được lập thành tài liệu bao gồm Cơ sở Ước tính (BOE), mô tả cơ sở phạm vi, cơ sở định giá, phương pháp, giả định, bao gồm và loại trừ.

#### Ước tính thứ tự cường độ (Lớp 5)
Một ước tính thứ tự độ lớn được chuẩn bị khi có ít hoặc không có thông tin thiết kế có sẵn cho dự án. Nó được gọi là thứ tự cường độ vì đó có thể là tất cả những gì có thể được xác định ở giai đoạn đầu. Nói cách khác, có lẽ chúng ta chỉ có thể xác định rằng nó có độ lớn 10.000.000 so với cường độ 1.000.000. Các kỹ thuật khác nhau được sử dụng cho các ước tính này, bao gồm kinh nghiệm và phán đoán, các giá trị và biểu đồ lịch sử, quy tắc ngón tay cái và các phép tính toán học đơn giản. Dự toán nhân tố là một trong những phương pháp phổ biến hơn. Điều này liên quan đến việc lấy chi phí đã biết của một cơ sở tương tự và bao thanh toán chi phí cho kích thước, địa điểm và thời gian. Mô hình chi phí là một kỹ thuật phổ biến khác. Trong mô hình chi phí, người lập dự toán mô hình các tham số khác nhau của cơ sở và áp dụng chi phí cho phạm vi dẫn xuất.
Ước lượng tòa nhà hoặc kiến trúc sư có thể sử dụng Uniformat hệ thống phá vỡ tòa nhà vào các hệ thống chức năng hoặc lắp ráp trong việc thiết kế sơ đồ (SD) giai đoạn lập kế hoạch và thiết kế. Cuốn sách Chi phí Foot vuông RSMeans tổ chức chi phí xây dựng theo 7 bộ phận của hệ thống phân loại UNIFORMAT II. 7 bộ phận là:
- A Cấu trúc phụ
- B Vỏ
- C Nội thất
- D Dịch vụ
- E Thiết bị & Nội thất
- F Xây dựng đặc biệt
- G Xây dựng công trường